# 布孔维尔-沃克莱尔
布孔维尔-沃克莱尔（法語：Bouconville-Vauclair，法語發音：[bukɔ̃vil voklɛʁ]）是法国上法蘭西大區埃纳省的一个市镇，属于拉昂区。

## 地理
布孔维尔-沃克莱尔（49°27'56"N, 3°45'20"E）面积13.04 平方千米，位于法国上法蘭西大區埃纳省，该省份为法国北部内陆省份，北起北部省，西接索姆省和瓦兹省，东临阿登省和马恩省，西南至塞纳-马恩省，东北部与比利时接壤。
与布孔维尔-沃克莱尔接壤的市镇（或旧市镇、城区）包括：阿朗西、谢尔米济亚耶、科尔伯尼、克拉奥讷、克拉奥内勒、乌什拉瓦莱富隆、普卢瓦亚尔和沃尔塞讷、圣克鲁瓦。

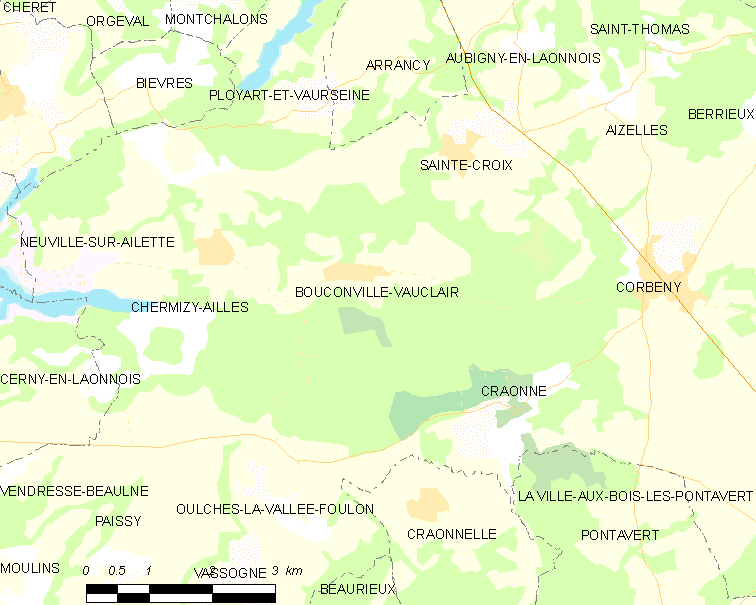
布孔维尔-沃克莱尔的OSM定位图

布孔维尔-沃克莱尔的时区为UTC+01:00、UTC+02:00（夏令时）。

## 行政
布孔维尔-沃克莱尔的邮政编码为02860，INSEE市镇编码为02102。

## 政治
布孔维尔-沃克莱尔所属的省级选区为埃纳河畔新城县。

## 人口

1962-2008年间布孔维尔-沃克莱尔人口变化图示

布孔维尔-沃克莱尔于2022年1月1日时的人口数量为184人。